# Tot per Terrassa
Tot per Terrassa (en español, Todo por Tarrasa) es un partido político español local de la ciudad de Tarrasa (un municipio de la provincia de Barcelona, en la comunidad autónoma de Cataluña). El presidente del partido y cabeza de lista para las elecciones municipales de 2019 es Jordi Ballart i Pastor, que creó el partido después de abandonar en 2017 la alcaldía del ayuntamiento y su entonces partido, el PSC, al oponerse a la aplicación del artículo 155 en Cataluña. En los comicios locales del 26 de mayo la nueva formación consiguió 10 regidores, convirtiéndose en la fuerza más votada en la ciudad.
Se definen como un partido progresista. En cuanto a su posicionamiento en el proceso independentista, Ballart declaró: «No somos ni independentistas, ni unionistas, somos egarentistas». 
Ha recibido el apoyo de personalidades como la actriz Rosa Boladeras, la fotoperiodista Joana Biarnés, la nadadora paralímpica Sarai Gascón, la poetisa Marta Pessarrodona, o el waterpolista Iván Pérez, entre otros.
En el proceso de elaboración del programa electoral  de la formación política participaron 800 ciudadanos, además de más 70 expertos, en reuniones que se llevaron a cabo a todos los barrios y distritos de la ciudad.

## Resultados electorales

### Elecciones Municipales de Tarrasa[10]
| Elecciones | Candidato            | Votos  | % de votos | Escaños | Posición |
| ---------- | -------------------- | ------ | ---------- | ------- | -------- |
| 2019       | Jordi Ballart Pastor | 27 972 | 29,28 %    | 10/27   | 1.º      |
| 2023       | Jordi Ballart Pastor | 26 732 | 33,46 %    | 11/27   | 1.º      |